# 辛博
辛博，缅甸克钦邦城镇。北起辛博、南至八莫为伊洛瓦底江第一峡——青浦峡。长64公里，江面最窄处仅50米。江中礁石密布，水流湍急，行船困难。
缅甸内战期间，该镇于2024年5月被克钦独立军占领。